# Stadt-Umland-Bahn München
Die Stadt-Umland-Bahn München (SUB) ist das Konzept eines ringförmigen, schienengebundenen Nahverkehrssystem in der Peripherie von München, das von Fahrgast-, Verkehrs- und Umweltverbänden sowie einigen Politikern und Verkehrsplanern der Region gefordert wird. Die Befürworter erachten es als sinnvoll, neben dem vorhandenen, sternförmig verlaufenden S-Bahn-Netz ein tangentiales System einzurichten, das die radialen Münchner U-Bahnen und die Umlandgemeinden untereinander verbindet. Diese Stadt-Umland-Bahn hätte eine Zwischenstellung zwischen der S-Bahn und der innerstädtischen Münchener Tram. Eine bauvorbereitende Planung oder gar ein Bau fand nie statt.
Dabei wirkte das klassische Karlsruher Modell als Anregung. In Karlsruhe wurden seit den 1960er Jahren Privatbahn- und aufgelassene Güterbahnstrecken in die Region durch die städtische (später regional betriebene) Tram übernommen und seit den 1980er Jahren mittels Zweisystemfahrzeugen im Innenstadt- wie auch im Regionalbahnbereich befahren. Eine Übernahme dieses Modells scheitert in Bayern aber an Konflikten oder mangelnder Kompatibilität zwischen dem hauptsächlich S-Bahnen und Regionalbahnen beauftragenden Freistaat Bayern und den Betreibern der städtischen Straßenbahnen.

## Streckenführung
Bisher gab es für Streckenführungen noch keine Entwurfsphase. Diskutiert wurden folgende Strecken:
- Moosach–Studentenstadt (Nordring)
- Studentenstadt–Trudering
- Trudering–Feldkirchen–Kirchheim
- Trudering–Aschheim–Kirchheim
- Messestadt Riem–Neuperlach
- Neuperlach–Ottobrunn–Unterhaching–Giesing
- Neuperlach–Unterhaching–Taufkirchen–Deisenhofen
- Ottobrunn–Putzbrunn–Vaterstetten
- Freiham–Moosach
- Freiham–Fürstenried West
- Gröbenzell–Germering-Unterpfaffenhofen
- Fürstenfeldbruck–Puchheim
- Fürstenfeldbruck–Olching–Allach
- Germering-Unterpfaffenhofen–Fürstenried West
- Fürstenried West–Neuperlach (Südtangente)
- Dachau–Münchner Norden
- Unterschleißheim–Neufahrn/Eching

## Kontroverse
Der angeführte Grundkonflikt lässt sich auch am Verlauf der aussichtsreichsten Strecke der Münchener SUB-Pilotstrecke ablesen. Diese sollte ursprünglich von Dachau und Karlsfeld über München Nord zur Messe München führen. Grundsätzlich könnte so ein Planungskorridor zwei Endpunkte mit (aus sehr unterschiedlichen Gründen) hohem internationalen Besucherverkehr mit vier S-Bahnen, dabei zwei zum Flughafen, vier U-Bahnen und drei Tramstrecken verknüpfen. Allerdings wurde die Trasse innerstädtisch über eine dicht befahrene DB-Güterbahnstrecke vorgesehen (Nordring), die für den ÖPNV nahezu ungeeignet ist (mehrere 100 m Abstand zu U-Bahnhalten, umständliche Isarquerung, Priorität des Güterverkehrs, kaum Wohngebiete angebunden) und von der DB auch absehbar nicht freigegeben werden wird.
Der Vorschlag eines Gutachters,  die SUB statt über den Nordring über eine neu zu bauende Straßenbahntrasse zu projektieren und ins Umland weiterzuführen, wurde vom zuständigen Ausschuss in den Münchner Stadtrat eingebracht, dort aber bereits 2004 abgelehnt. Statt eine eigenständige Trasse zu planen, wurde weiterhin versucht, eine Nutzung des DB-Nordrings anzufragen, was nicht möglich war. Eine Weiterführung des Projekts wurde von der Gesellschafterversammlung des MVV abgelehnt, es ist derzeit ausgesetzt.

## Geschichte
Pläne für die Stadt-Umland-Bahn gibt es seit Dezember 1997. Zwischen 2001 und 2004 wurde eine Machbarkeitsstudie und ein Betriebskonzept erstellt.
Seit 2014 wird das Thema SUB im Rahmen der Inzell-Initiative im Forum „Stadt und Umland“ weitergeführt und die Trassenvarianten – ggf. auch mit Buslinien als Vorstufe – sollen nochmals vertieft mit der künftigen Siedlungsentwicklung gespiegelt werden.
Vorgesehene Strecken werden zwar freigehalten, aber es erfolgt derzeit keine weitere Umsetzung.
Mittelfristig könnte der Ausbau der Straßenbahn München von Pasing und weiter nach Freiham das Tramnetz an und über die Stadtgrenzen ausweiten. Damit und mit der Etablierung der Metropolregion München als neuem Planungsverband ergeben sich mittelfristig neue Möglichkeiten des Ausbaus ins Umland.
Das Bayerische Innenministerium, das Münchner Planungsreferat und der MVV führen eine Machbarkeitsstudie für einen S-Bahn-Verkehr auf dem Nordring München durch. BMW setzt sich für eine bessere Anbindung seines Forschungs- und Innovationszentrums über eine solche Verbindung ein.